# Réforme économique chinoise
 (mars 2019).
 (avril 2016).
Le contenu est difficilement compréhensible vu les erreurs de traduction, qui sont peut-être dues à l'utilisation d'un logiciel de traduction automatique.

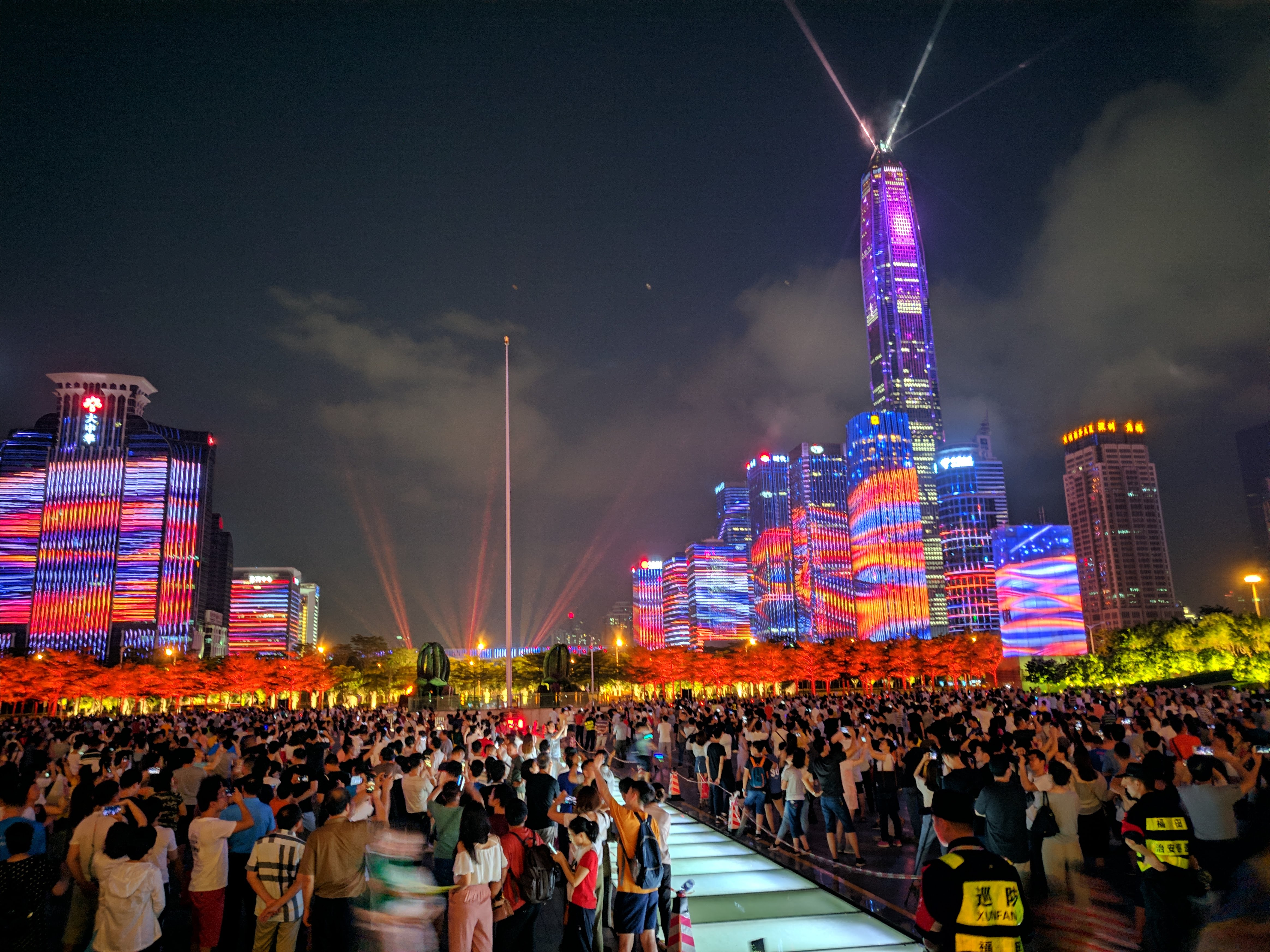
Shenzhen, l'une des premières zone économique spéciale en Chine, est souvent appelée « Silicon Valley of China ». Des entreprises de haute technologie notables telles que Huawei, ZTE et Konka ont toutes été fondées à Shenzhen dans les années 1980.

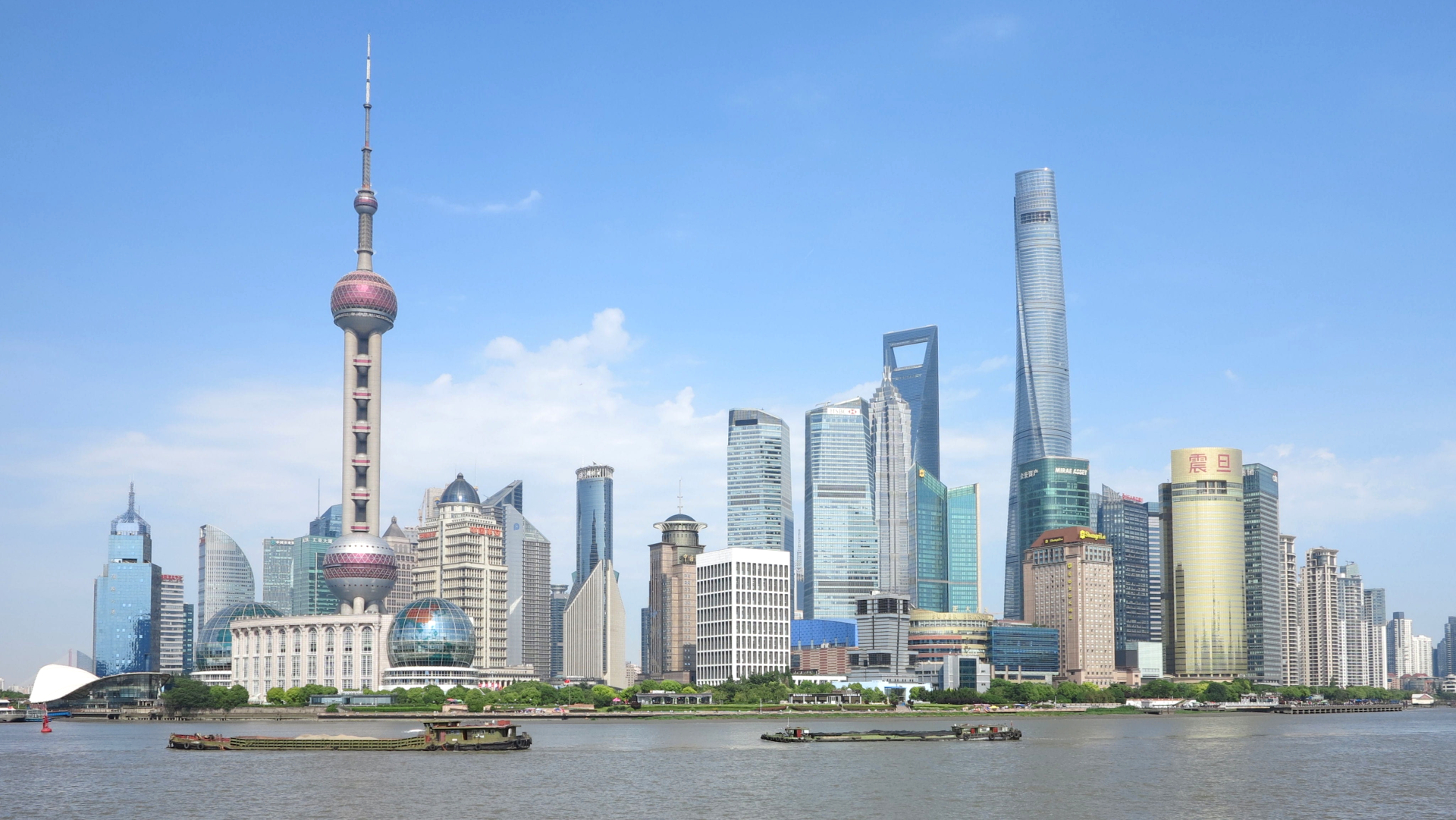
Le quartier d'affaires de Pudong à Shanghai, symbole de la libéralisation de l'économie chinoise.

La réforme économique chinoise (chinois simplifié : 改革开放 ; chinois traditionnel : 改革開放; pinyin: Gǎigé kāifàng ; littéralement : « Réforme et ouverture ») fait référence au programme des réformes économiques menées à partir de 1978 en république populaire de Chine (pendant la période « Boluan Fanzheng »). Elle est mise en œuvre par les réformistes au sein du Parti communiste chinois, notamment sous la direction du nouveau chef suprême de la Chine, Deng Xiaoping. Le programme de « réforme et d'ouverture » a été interrompu après la répression militaire des manifestations de la place Tian'anmen en 1989, mais a repris après la « Tournée d'inspection de Deng Xiaoping dans le Sud » en 1992,.
De 1978 à 2014, une croissance très élevée a lieu, l'économie enregistrant une croissance de 9,5 % par an. En 2001, la Chine a rejoint l'Organisation mondiale du commerce (OMC). L'économie de la Chine dépasse celle du Japon en 2010, plus grande économie asiatique, et est devenue la deuxième puissance économique mondiale (derrière les États-Unis) et devrait devenir la première puissance économique mondiale d'ici à 2025. Une grande partie de ce succès est due à l'ouverture de l'économie. En 2013, la Chine est devenue la plus grande nation commerciale du monde, avec des exportations de 2,21 trillions de dollars et des importations de 1,95 trillions de dollars.
D'autre part, une série de réformes politiques ont été proposées et mises en œuvre dans les années 1980, car l'ancien système politique a entravé de nouvelles réformes économiques,,. Mais en raison de la répression militaire contre les manifestations de la place Tian'anmen en 1989, de nombreuses réformes politiques ont échoué et ont pris fin,. Outre ces problèmes politiques, les réformes économiques ont également donné lieu à une série de problèmes de développement, notamment la corruption, les inégalités économiques ainsi que la pollution,,.

## L'économie chinoise d'avant la réforme

### Chine impériale (avant 1912)
Jusqu'au XIXe siècle, la Chine est l'une des économies les plus importantes et les plus développées du monde,. Selon Adam Smith, le pays est longtemps l'un des plus riches, des plus fertiles, des mieux cultivés, des plus industrieux, des plus prospères et des plus urbanisés au monde. Son économie stagne pourtant à partir du XVIe siècle et se contracte à partir du XIXe siècle.
La première guerre de l'opium (1839-1842) marque un tournant dans l'histoire de la Chine et ainsi que son premier affaiblissement, prélude à l'effondrement de la dynastie Qing, au pouvoir de 1644 à 1912.
Celle-ci est suivie plus tard de la seconde guerre de l'opium (1856-1860) puis de la guerre franco-chinoise (1881-1885) ainsi que dix ans plus tard de la guerre sino-japonaise (1894-1895) qui affaiblit durement la dynastie sur le plan extérieur.

### République de Chine (1912-1949)
La république de Chine est proclamée le 1er janvier 1912 par Sun Yat-sen, chef du parti nationaliste Kuomintang, en même temps que le dernier empereur de Chine, Puyi, abdique le 12 février de la même année. La situation politique est alors fragile et l'économie affaiblie. Les conflits internes et externes menacent par ailleurs la stabilité du pays. Dans les années 1930, la Chine développe cependant un secteur industriel moderne qui stimule la croissance économique de manière modeste mais significative. Avant l'effondrement des échanges commerciaux internationaux consécutif à la Grande Dépression, la part de la Chine dans le commerce mondial et son taux d'ouverture atteignent des niveaux qui ne seront plus retrouvés avant soixante ans.
L'économie chinoise est ensuite fortement perturbée par la guerre contre le Japon et la guerre civile (1937-1949). Avant 1949, le progrès technique ne contribue presque pas à la croissance économique. Selon les estimations d'Angus Maddison, le PIB par habitant sur base de parité de pouvoir d'achat en 1950 est similaire à celui de l'époque de la dynastie Han (206 av. J.-C. - 220 apr. J.-C.).

### République populaire de Chine (depuis 1949)
Ainsi, en 1950, la Chine possède une économie essentiellement agricole et extrêmement pauvre, avec 89,4 % de la population habitant les campagnes. C'est dans ce contexte que les communistes remportent la guerre contre le Kuomintang et renomme le pays république populaire de Chine. À son arrivée au pouvoir, le 1er octobre 1949, Mao Zedong met en place une économie planifiée afin de réduire l'extrême pauvreté en entreprenant de grands travaux d'infrastructure (centrales électriques, irrigation...) et l'extension des terres cultivables. Mais l'économie chinoise stagne, et est encore ralentie par les ravages de la famine causée par le Grand Bond en avant, dont les historiens estiment le bilan entre 30 et 55 millions de victimes. Les purges de la Révolution culturelle arrivent ensuite. Les citoyens chinois vivant dans les villes ne connaissent pratiquement aucune augmentation de leur niveau de vie à partir de 1957. Sur le plan du commerce extérieur, il s'agit d'une période d'isolement sur la scène économique mondiale, la Chine n'ayant quasiment de relations commerciales qu'avec l'URSS ou des pays communistes d'Asie tels que la Corée du Nord ou le Viêt Nam. En 1978, date de la mise en œuvre de la réforme économique, la valeur totale des importations et exportations chinoises n'est que de 20,6 milliards de dollars : la Chine occupe alors seulement le 32e rang dans les échanges internationaux, et représente moins de 1 % du commerce mondial alors que sa population est proche du milliard d'habitants.
L'économie chinoise est ainsi peu performante par comparaison avec d'autres pays d'Asie de l'Est, notamment le Japon d'après guerre (miracle économique japonais), la Corée du Sud grâce à la normalisation des relations de celle-ci avec le Traité nippo-sud-coréen du 22 juin 1965 et la république de Chine de Tchang Kaï-chek (1950-1975). Aussi, à la mort de Mao Zedong en 1976, le Parti communiste s'oriente vers des réformes libérales pour redresser l'économie et conserver son pouvoir grâce à Deng Xiaoping.

## Une réforme en plusieurs étapes

### Origine
En septembre 1976, Mao Zedong est décédé et, en octobre, la « Bande des Quatre » a été arrêtée, mettant fin à la révolution culturelle. Hua Guofeng est alors devenu le premier dirigeant de la Chine, mais il a largement poursuivi la politique maoïste.
Deng Xiaoping (1904-1997) est devenu le leader suprême de la Chine en décembre 1978 et a lancé la « Réforme et ouverture ». Ses alliés réformistes tels que Hu Yaobang et Zhao Ziyang ont également reçu des promotions. Dès sa confirmation au 11e Politburo du Parti communiste chinois en 1977, Deng Xiaoping propose en septembre le programme « Boluan Fanzheng » pour corriger les erreurs de la révolution culturelle. Lorsqu'il prend le pouvoir après Hua Guofeng, en 1978, il trouve un pays désespérément pauvre, en pleine faillite et en chaos. Pratiquement toutes les écoles, les hôpitaux, le transport, les services publics et le système judiciaire étaient en désarroi.
Dans ces conditions, inspiré par l'héritage du pragmatisme de Zhou Enlai (1898-1976), Deng a mobilisé un large soutien parmi les élites pour les réformes économiques urgentes. Par conséquent, inspiré par sa tournée dans le Sud de la Chine, Deng Xiaoping a rejeté les politiques maoïstes de l'autarcie - avec une réouverture envers le commerce mondial, les investissements étrangers et la création de zones économiques spéciales. Ce sera le début d'une politique de "porte ouverte" qui multipliera le PIB chinois par 8 en 30 ans et participera à l'émergence de la Chine en tant que superpuissance.
Dans le même temps, Deng Xiaoping  propose en mars 1979  les « Quatre Principes Fondamentaux » pour délimiter les réformes,.

### Ouverture et zones économiques spéciales
En Chine, les zones économiques spéciales (经济特区 / 經濟特區, Jingji tequ) sont des espaces bénéficiant d'un régime juridique particulier qui les rend plus attractives pour les investisseurs étrangers. Ces zones proposant aux entreprises étrangères des conditions préférentielles (droits de douane, libre rapatriement des investissements et des bénéfices, pas d’impôts pendant plusieurs années puis impôts très bas, statut d’extra-territorialité pour les cadres qui viennent travailler). En 1979, quatre zones économiques spéciales chinoises ont été créées dans les provinces du Guangdong et du Fujian dans le sud de la Chine pour attirer les investisseurs étrangers. Il s'agit notamment de Shenzhen, Zhuhai, Xiamen et Shantou.

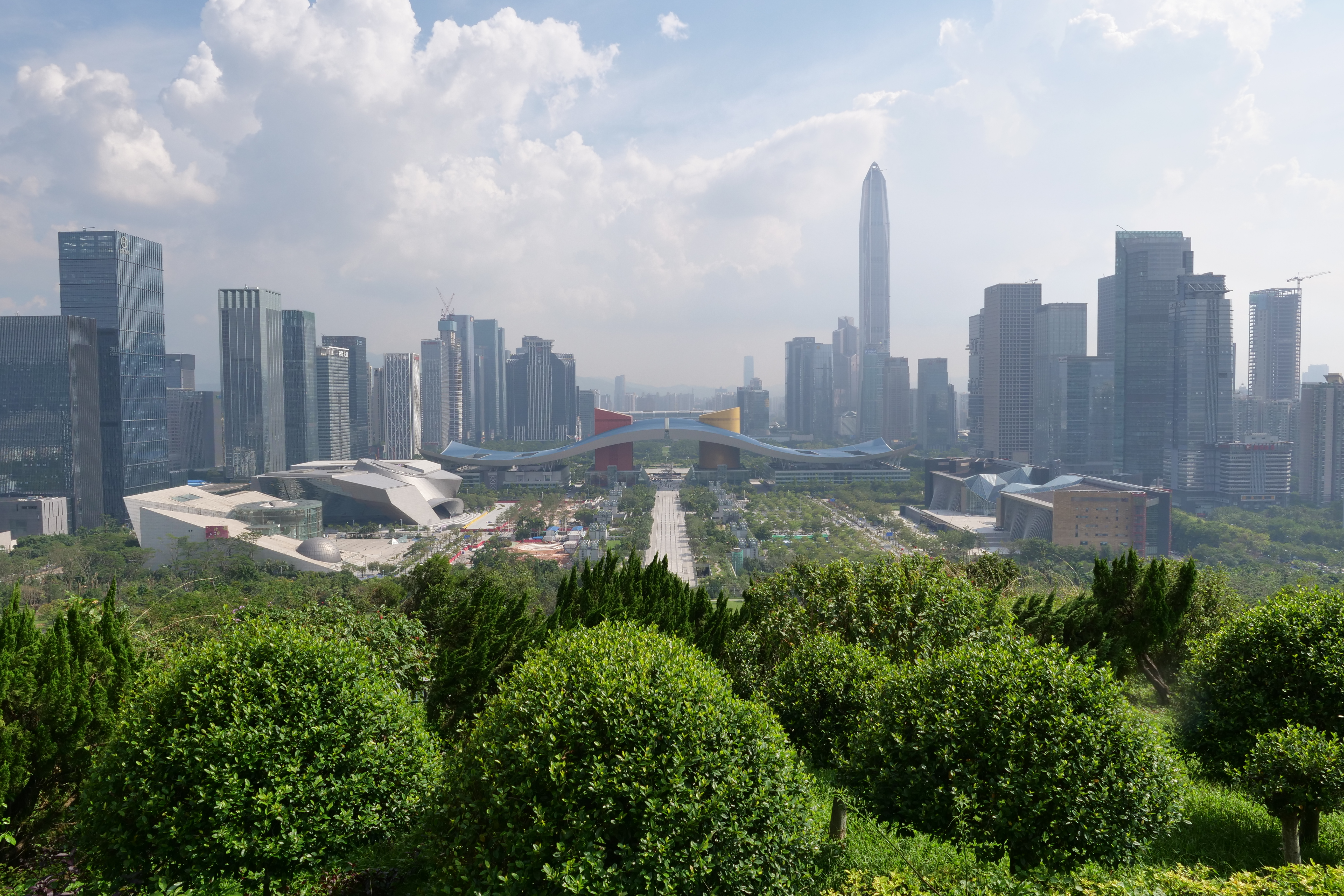
Centre civique de Shenzhen, l'une des premières zone économique spéciale en Chine.

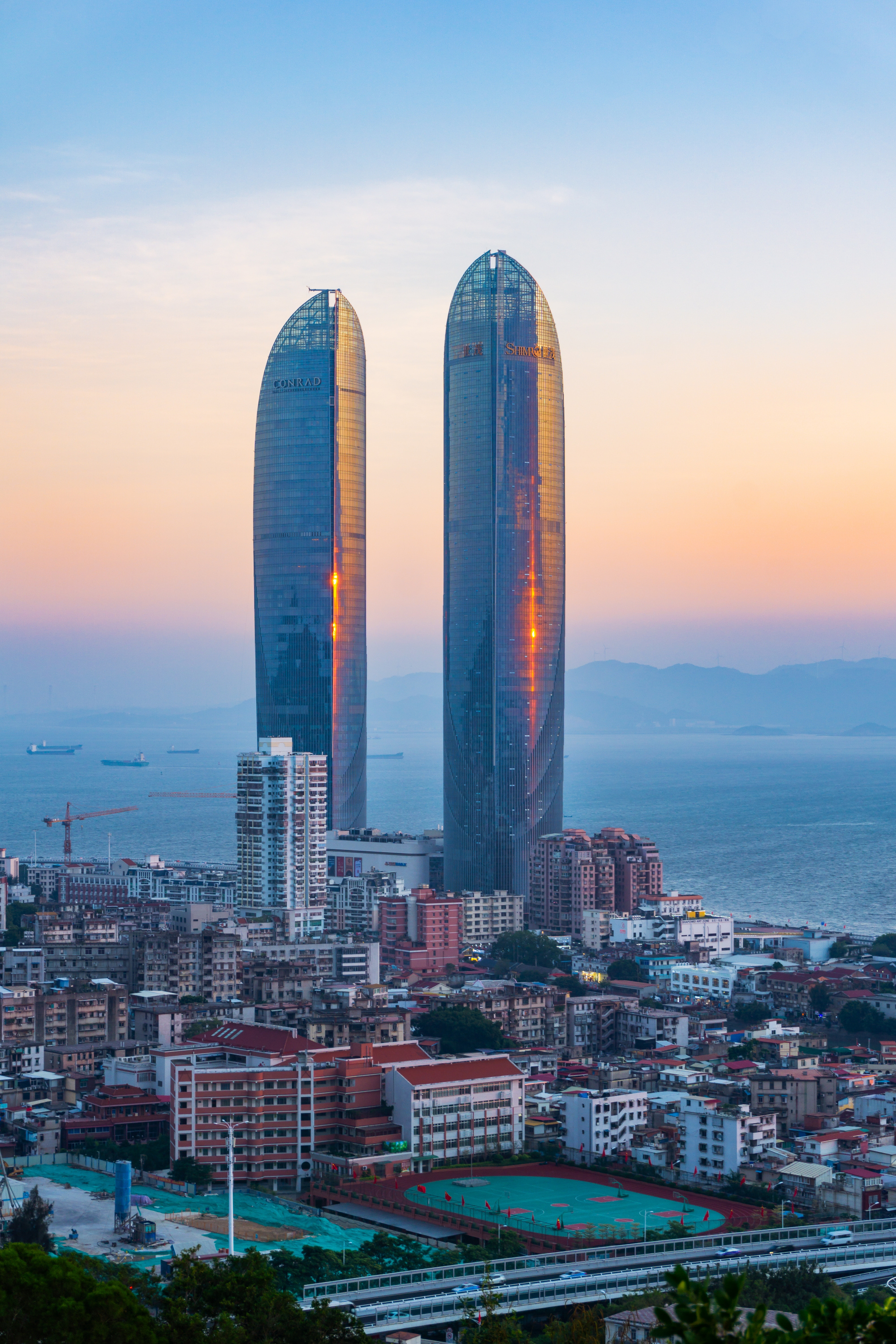
Xiamen, l'une des premières zone économique spéciale en Chine.

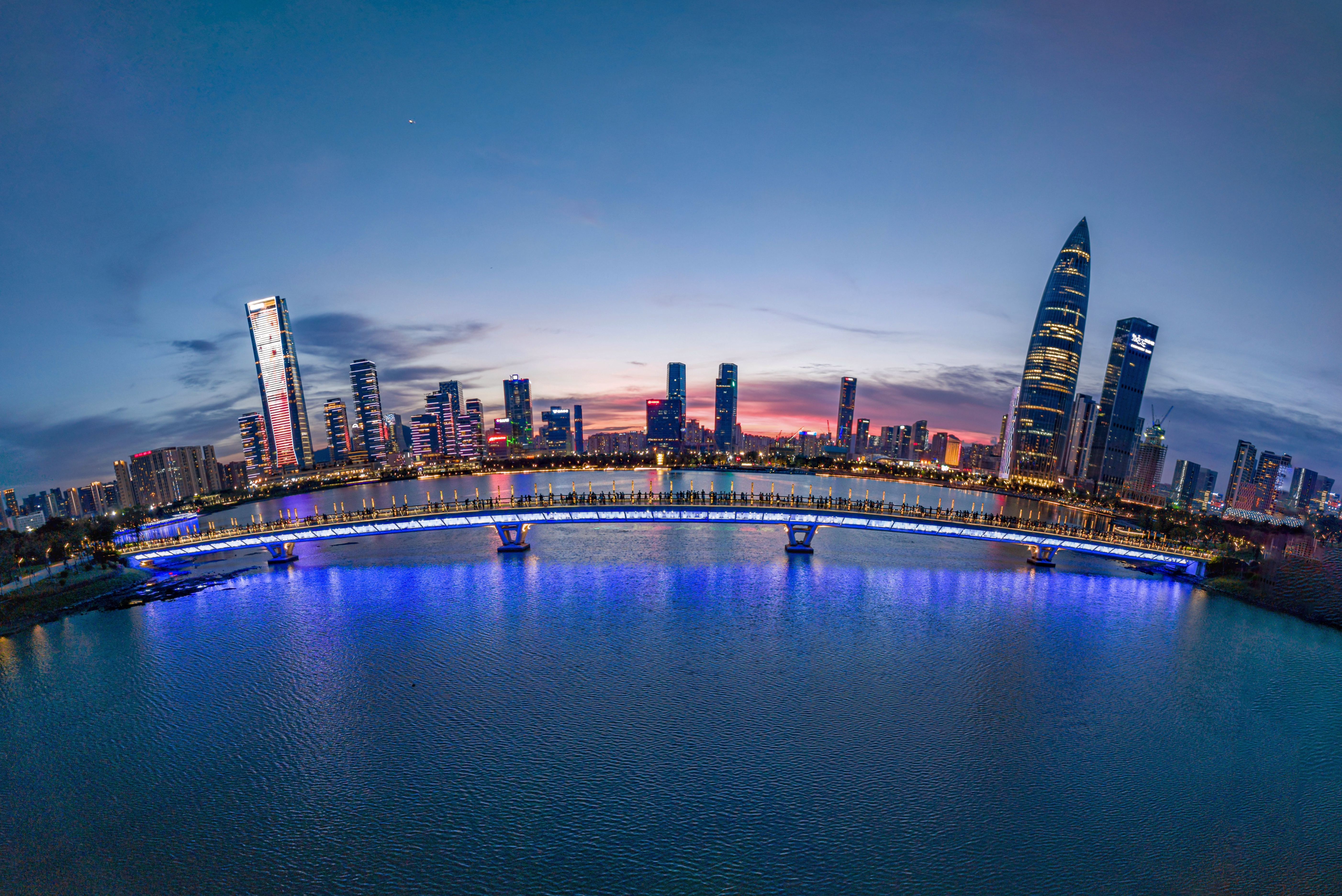
Vue de nuit des immeubles de bureaux dans la baie de Shenzhen.

Ces ZES ont pris un décollage remarquable surtout celle près de Hong Kong, surnommée « le Miracle de Shenzhen ». Shenzhen occupe une place mythique dans l'histoire de la réforme chinoise moderne. Première zone économique spéciale créé, en vertu de la libéralisation économique en 1980, la ville est passée d'une petite communauté de pêcheurs à une métropole de 10 millions de personnes en seulement 35 ans. Le 31 janvier 1979, la zone industrielle Shekou de Shenzhen est fondée, devenant la première zone expérimentale en Chine à « s'ouvrir ». Sous la direction de Yuan Geng (袁庚), le « modèle de développement Shekou » s'est progressivement formé, incarné dans son célèbre slogan « Le temps c'est de l'argent, l'efficacité est la vie (时间就是金钱，效率就是生命) », qui s'est ensuite largement répandu dans d'autres parties de la Chine. En janvier 1984, Deng Xiaoping effectue sa première tournée d'inspection à Shenzhen et Zhuhai, louant la « vitesse de Shenzhen » du développement ainsi que le succès des zones économiques spéciales,. En mai 1984, la Chine a ouvert 14 autres villes côtières aux investissements à l'étranger, dont Shanghai, Canton et Tianjin.
La première génération de ZES chinoises s'est concentrée sur la fabrication et l'exportation de produits de base standard (comme les chaussures du sport, vêtements prêts à porter, etc.). Ces ZES de 1re génération étaient toutes situées sur le littoral pour faciliter le transport des matières premières et ainsi les exportations de produits finis. En fait, ces ZES contredisent la théorie du commerce classique de David Ricardo basée sur une vision statique de l'avantage comparatif. Elles incarnent une vision plus dynamique du commerce et le développement qui soulève le rôle des infrastructures, de la technologie, le capital humain, les économies d'échelle et la globalisation -- dans la "nouvelle théorie du commerce". Ainsi, leur succès a été basé sur les prix imbattables - " le prix de la Chine " - qui a forcé de nombreuses usines occidentales de coût élevé à migrer vers la Chine ou les autres pays en voie de développement (quelquefois appelé le modèle de Nike sports). Pourtant, en raison de la croissance économique rapide et les salaires en hausse constante, au fur et à mesure la 1re génération d'industrie chinoise s'est déplacée vers l'intérieur et aussi envers les pays voisins. Au même temps les ZES d'origine s'est convertie envers des produits plus sophistiqués, à plus forte valeur ajoutée, y compris les services financiers.[réf. nécessaire]

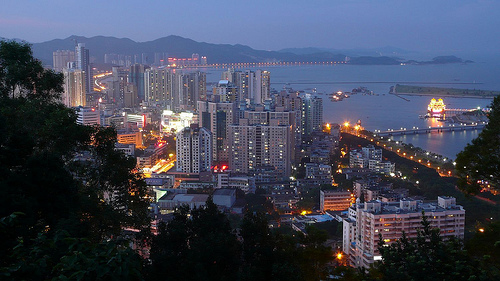
Zhuhai, l'une des premières zone économique spéciale en Chine.

En 2014, les ZES chinoises compréhensives incluent : les villes de Shenzhen, Zhuhai, Shantou, Xiamen, Kachgar et la province de Hainan. En 1984, 14 villes côtières étaient ouvert aux investissements étrangers: Dalian, Qinhuangdao, Tianjin, Yantai, Qingdao, Lianyungang, Nantong, Shanghai, Ningbo, Wenzhou, Fuzhou, Canton, Zhanjiang et Beihai. De plus, il y a 53 nouvelles zones plus spécifiques de développement économique et technique, 15 zones franches, les zones franches d'exportation et les zones de développement de haute technologie.

### Réformes dans des secteurs spécifiques

#### Industrie agricole

Tendance du PIB nominal de la Chine de 1952 à 2012. À noter son augmentation rapide depuis la réforme de la fin des années 1970.

La réforme était concentrée sur quatre domaines principaux. À l'époque, la Chine avait une économie agricole de subsistance. Donc la priorité de Deng était de nourrir 978 millions de personnes et de créer un surplus agricole nécessaire pour lancer l'industrialisation. Mais les Idées étant courtes, les dirigeants ont décidé de laisser les gens expérimenter. Les résultats ont donné le « Système de responsabilité des ménages » (SRM),. Cette approche avait déjà été testé avec grand succès, en secret, dans la province d'Anhui pendant le règne de Mao, mais rapidement occultée. En 1979, des expériences similaires ont recommencé dans les provinces de Sichuan et d'Anhui, avec une augmentation spectaculaire de la productivité agricole. Deng Xiaoping a ouvertement fait l'éloge de ces expériences en 1980, et le SRM fut adopté à l'échelle nationale depuis 1981.[réf. nécessaire]
Dans le système maoïste collectivisé traditionnel, les agriculteurs recevaient du gouvernement un quota de production. Ils recevaient une rémunération afin de respecter ce quota, mais la production au-delà du quota recevait rarement une récompense économique considérable. En revanche, dans le nouveau système SRM à « double voie », les paysans recevaient un quota réduit (la première voie), et la production de nourriture qui excédait le quota (la deuxième voie) pourrait être vendue aux prix du marché libre, environ 50 à 75 % plus élevés. Le SRM a été un exemple de la réforme institutionnelle pragmatique de transition, tout en utilisant le cadre de planification central existant . Cette approche graduelle et pragmatique était alors à l'opposé du « choc » ou « big bang » prise dans la plupart des pays d'Europe orientale après l'effondrement du communisme en 1989. En l'absence de droits de propriété privée, les paysans ont reçu « les quasi-droits de propriété privée » avec les baux renouvelables sur leurs terres d'abord à 5 ans, puis 10, 15 et finalement 30 ans. Ce système est devenu un succès instantané avec une augmentation de la production d'un tiers. En fait, la première voie a fourni un filet de sécurité sociale (le « bol de riz en fer ») pour encourager la prise de risque via la deuxième voie.[réf. nécessaire]
Ce système d'« économie socialiste de marché » a créé de fortes incitations (les gains d'efficacité d'une flat tax (taxe forfaitaire)) à augmenter la production, entraînant une étonnante augmentation du niveau de vie en une décennie. Ce fut un tel succès, que la fin du rationnement et l'unification de deux voies était quasiment fait en 1992. De plus, une diversification rapide des grains envers les produits plus rentables comme les fruits, fleurs, légumes, la volaille et des porcs a suivi. Ce changement a permis une augmentation rapide des revenus des paysans et aussi un plus grand choix aux consommateurs. En somme, le changement structurel rapide a stimulé une production beaucoup plus élevée, atrophié les droits acquis (la première voie) et rendu le système de planification centrale obsolète.[réf. nécessaire]
Ainsi, ce système de « double voie » est devenue un modèle pour toutes les réformes, y compris les entreprises communales et villageoises, les zones économiques spéciales et les entreprises d'État. Il est devenu aussi la base du "capitalisme chinois avec des caractéristiques socialistes", en encourageant l'expérimentation partout, y compris dans les règlements et dans la loi, au niveau local, tout en conservant un filet minimal de sécurité sociale. Alors, les projets intéressants seraient encouragés et testés à l'échelle provinciale avant l'adoption à l'échelle nationale. Par contre, les projets qui ont échoué ont été clos, sans rétribution – ce qui encourage une culture capitaliste du risque étonnamment dynamique dans une société nominalement « communiste ».[réf. nécessaire]
En rétrospective, l'incroyable succès des réformes initiales peut être considérée comme dû, simplement à l'élimination des barrières de gouvernement sur la voie de l'initiative personnelle, et du rétablissement de droit de propriété privée. En fait, même à l'époque maoïste, les paysans avaient le droit à de petites parcelles de terres de moins de 10 % des terres cultivables. Ce fut un filet de sécurité sociale de facto, mais qui en fait, produisit près de 50 % de la production agricole totale et pratiquement tous les revenus en espèce des paysans. En outre, en 1978, on estime que les 40 millions de Chinois d'outre-mer ont produit presque la même masse de richesse que leurs homologues de 978 millions. En conséquence, la réussite des réformes a été due en grande partie, à la libération des « esprits entrepreneuriaux » de la population - comme à Hong Kong et sa diaspora dynamique.[réf. nécessaire]

#### Industrie lourde et entreprises d'État (EDEs)
Le quatrième et plus difficile domaine de la réforme était l'industrie lourde et les Entreprises d'État (EDEs). Sous Mao, les entreprises publiques étaient des "bol-de riz-en fer" qui ont fourni des emplois à vie, les avantages sociaux, le logement et les soins de santé. Compte tenu de ces incitations, les EDEs en 1977 étaient inefficaces et en pertes perpétuelles, produisant de biens de mauvaise qualité typique du 3e monde. Les premières réformes ont réussi à l'agriculture, mais ont échoué dans l'industrie lourde. En fait, le début des réformes à double voie des EDEs était quantitativement plus réussi en termes d'augmentation de production que dans l'agriculture. Mais, compte tenu de leur priorité militaire dans les années 1950 et de fort intérêts retranchés locaux, l'élimination des déficits financiers a pris plus de 25 ans, même si la Chine avait une part relativement faible d'industries lourdes.
Pourtant, une autre vague de réformes, à la fin des années 1990, a imposé la discipline financière et une meilleure gouvernance d'entreprise. Cette réforme a entraîné la fermeture massive des capacités obsolètes ou en excès et les énormes licenciements ou la privatisation des petits EDEs (souvent par les rachats des actions par le management). Par contre, les grandes EDEs (typiquement dans les industries oligopolistiques) ont été placés sous la supervision de la Commission chinoise d'administration et de supervision des actifs publics (SASAC). Sa mission d'origine était l'intervention directe pour améliorer la gestion - mais a devenue progressivement concentrée sur la surveillance prudentielle. La SASAC avait 196 entreprises publiques sous sa supervision en 2003, mais a réduit ce nombre à 117 en 2012. La supervision d'oligopoles est toujours complexe ; l'approche de la Chine a été de veiller à ce qu'aucune entité (y compris les entreprises publiques) gagne un pouvoir de monopole.[réf. nécessaire]

#### Entreprises communales et villageoises (ECVs)
Le deuxième domaine de réforme de Deng était l'une des idées les plus novatrices dans l'économie du développement. Dans la plupart des pays en voie développement, les paysans sont sous-employés. En 1978, les fermes chinoises étaient très petites et inefficaces; donc la même production était possible avec moins de la moitié de main d’œuvre. En conséquence, la réforme agricole, en combinaison avec l'industrialisation, conduit généralement à une vaste migration des pauvres ruraux aux villes mal-préparées, créant les bidonvilles massifs et les grands problèmes sociaux (par exemple, la Turquie, le Brésil, etc.). Pour minimiser ce problème, la solution de Deng était de transférer l'industrie à la campagne pour absorber la main-d'œuvre excédentaire; en combinaison avec des restrictions strictes sur la migration rurale vers les villes (le système du passeport interne, le célèbre système de Hukou). C'est dans ce contexte que le système des entreprises communales et villageoises a été fondée.
Ironiquement, la création innovante des ECVs était – un autre accident imprévu historique – qu'elle a rempli un grand vide en l'absence de droits de propriété privée et de l'effondrement des industries rurales dynamiques pendant la Révolution culturelle. Création d'entreprises et d'emplois est la première étape, mais la durabilité nécessite l'efficacité et la compétitivité. Ainsi, les ECVs sont des entreprises publiques sous la supervision de gouvernements locaux, mais orientées vers le marché, qui se sont développés sur le dos de l'industrie communautaire établie durant le fiasco du Grand Bond en avant.[réf. nécessaire]
En théorie, le village est le propriétaire ultime des ECVs, tandis que le contrôle ou « droits d'utilisation » sont déléguées à leurs gestionnaires. Ce système de droits de propriété privée « floues » était un mariage de convenance entre les entrepreneurs et les autorités locales, mais a fourni une solide protection contre l'expropriation arbitraire par le niveau supérieur du gouvernement, lorsque les tribunaux ne sont pas fiables. En fait, ces arrangements a accueilli un étonnamment éventail de partenaires et circonstances, avec des organisations très diverses par région et type d'activité.[réf. nécessaire]
Les ECVs ont critiquement créé une vaste nouvelle source de produits de consommation de main-d'œuvre intensive (artisanat rural, les produits agricoles transformés, les biens manufacturés légers) et surtout la concurrence forte (comme ils ont été confrontés à de fortes contraintes budgétaires) pour les entreprises publiques inefficaces. Alors, même si les niveaux de productivité étaient relativement faibles, ils étaient plusieurs fois plus élevé que dans l'agriculture. Ainsi, ils ont contribué à briser la mentalité de pénurie qui empoisonne les "économies centralement planifiées". En effet, leur impact était considérable. L'emploi dans les entreprises rurales est passé de 28 millions en 1978 à un sommet de 135 millions en 1996; la valeur de la production a dépassé celle de l'agriculture en 1987 et était plus de la moitié de la production industrielle dans les années 1990. De plus, remarquablement, les niveaux de productivité de classe mondiale ont été réalisés dans certains "groupes" locales (notablement dans l'industrie à Wenzhou de boutons, piles, équipement photographique) spécialisés dans la production de pièces hautement spécifiques ; tandis que des matériaux de base, produits intermédiaires et produits finaux sont achetés et vendus sur les marchés locaux et mondiaux très compétitifs et efficaces.

### Réformes politiques et stabilité
Le succès du régime de Deng à partir de 1978, était dû en grande partie au maintien de la plus longue période de stabilité politique en Chine depuis les « traités inégaux » de 1842. Ceux-ci ont inauguré un siècle d'humiliation comme celui de "l'homme malade" d'Asie. Après avoir vu les excès d'un régime basé sur le culte oppressif de Mao, Deng a établi un programme de modernisation pragmatique à long terme. La réforme des institutions politiques et économiques serait fragmentaire, progressive et expérimentale. Alors, ce programme serait réalisé grâce à la réforme constitutionnelle et législative, avec la primauté du droit - dans le but de dépersonnaliser et d'institutionnaliser un degré de l'autorité excessive. La logique de ces réformes était de construire un régime mixte d'un "État de droit-consultatif". Cette stratégie serait dérivée de la tradition d'un service public méritoire et de la tradition occidentale du légalisme et libéralisme – séparé par des freins et des contrepoids – et non pas une démocratie occidentale inadaptée à la culture et l'histoire de la Chine.

#### Institutionnalisation de la politique
Une première série de réformes internes en 1978 inclut : 
- des réunions régulières du Parti et des organes de l'État selon un calendrier déterminé par la constitution ;
- la limitation légale des mandats à deux termes (de 5 ans de l'Assemblée nationale populaire (ANP) ;
- la retraite obligatoire à l'âge de 70 ans pour le président, le Premier ministre et tous les postes clefs du parti et du gouvernement.

Ces mesures ont amélioré la stabilité, la prévisibilité et la continuité politique, en institutionnalisant des mécanismes de prise de décision. Le leadership du président Hu a également élargi la démocratie au sein du parti, par une plus grande transparence interne, des consultations plus grandes dans l'élaboration des politiques, le renforcement du contrôle interne et l'introduction de plus de concurrence à l'intérieur de la hiérarchie dirigeante. Mais la réforme clef a été la décision, en 2004, de soumettre le suprême Politburo à l'examen et à la supervision du Comité Central qui le choisit nominalement. Ce principe de responsabilisation a été ensuite étendu à tous les niveaux de gouvernement, y compris l'Assemblée nationale, en lui donnant un rôle plus important et plus efficace dans l'élaboration de la législation.

#### Primauté à l'État de droit
Une réforme essentielle était la création d'un système de droit (fazhi) qui signifie à la fois « État de droit » et « État par le droit » en chinois (en anglais le premier terme se réfère à l'esprit et la seconde à la lettre de la loi). Cette distinction est centrale pour comprendre les privilèges des élites et les défis d'établir un État de droit universel. Une bonne idée de l'évolution socio-politique de la république populaire de Chine (RPC) est ses quatre constitutions très différentes (1954, 1975, 1978 et 1982). En effet, elles marquent sa transition d'un parti révolutionnaire fondé sur la lutte des classes, à un organisme largement inclusif, qui insiste sur l'égalité de tous les citoyens devant la loi (l'historique « Constitution de réforme et d'ouverture de 1982 »). La constitution de 1982 a été modifiée ensuite à quatre reprises, afin de refléter les changements de la société (par exemple la rétrogradation de lutte de classe, reconnaissance du rôle du secteur privé 1998 et les droits de propriété privée 2004).[réf. nécessaire]
De plus, cette transition représente un progrès significatif en adoptant les normes internationales, assurant une protection constitutionnelle des droits des citoyens. La plus notable d'entre elles était l'amendement de 1999 qui engage la RPC à « gouverner l'État conformément à la loi » (Yifa Zhiguo) et d'établir un « État de droit socialiste ».
Toutefois, la loi chinoise n'est pas forcément très restrictif pour l'État. Ainsi, le pays reste aujourd'hui une dictature qui surveille constamment ses habitants.

## Études académiques

### Les raisons du succès

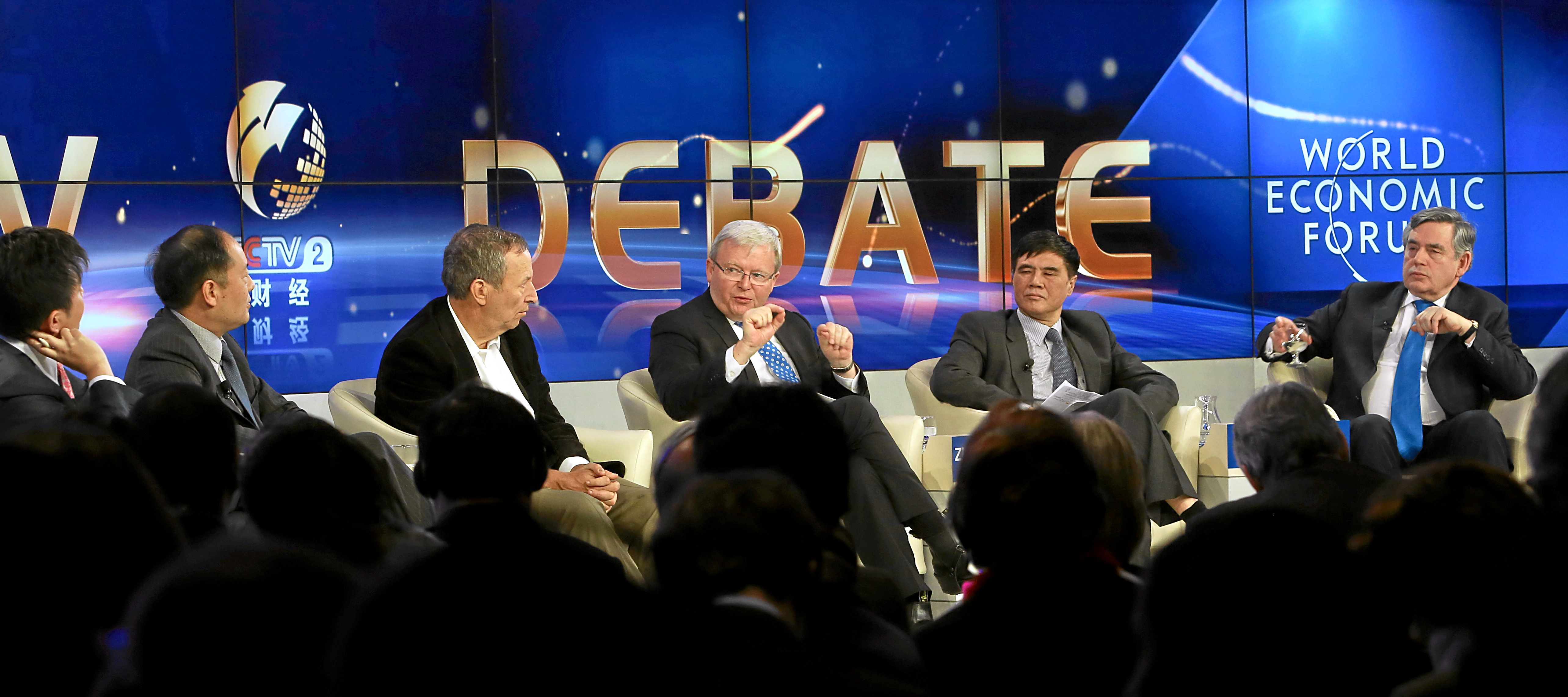
Discussion du « China's Next Global Agenda » lors du Forum économique mondial (2013).

La réforme de la Chine a largement réussi parce que son modèle de développement a mis en avant un éventail d'objectifs politiques et économiques. Ceux-ci ont constitué des canaux concrets pour la philosophie du « pragmatisme et de la souplesse ». Ce modèle a réussi à canaliser une forte identité nationale à travers une structure de pouvoir unique pour faciliter la création de richesses par une industrialisation rapide.
Deng a su transformer une économie en faillite en utilisant deux principes clés connus comme celui de « attraper avec les deux mains et être sûr que les deux tiennent fermement », c'est-à-dire :
- La croissance économique est la priorité absolue (elle ordonne la libéralisation économique avec la libéralisation externe avant la libéralisation domestique) ;
- L'État de droit prime avant la démocratie (affirmant le monopole politique du Parti communiste chinois).

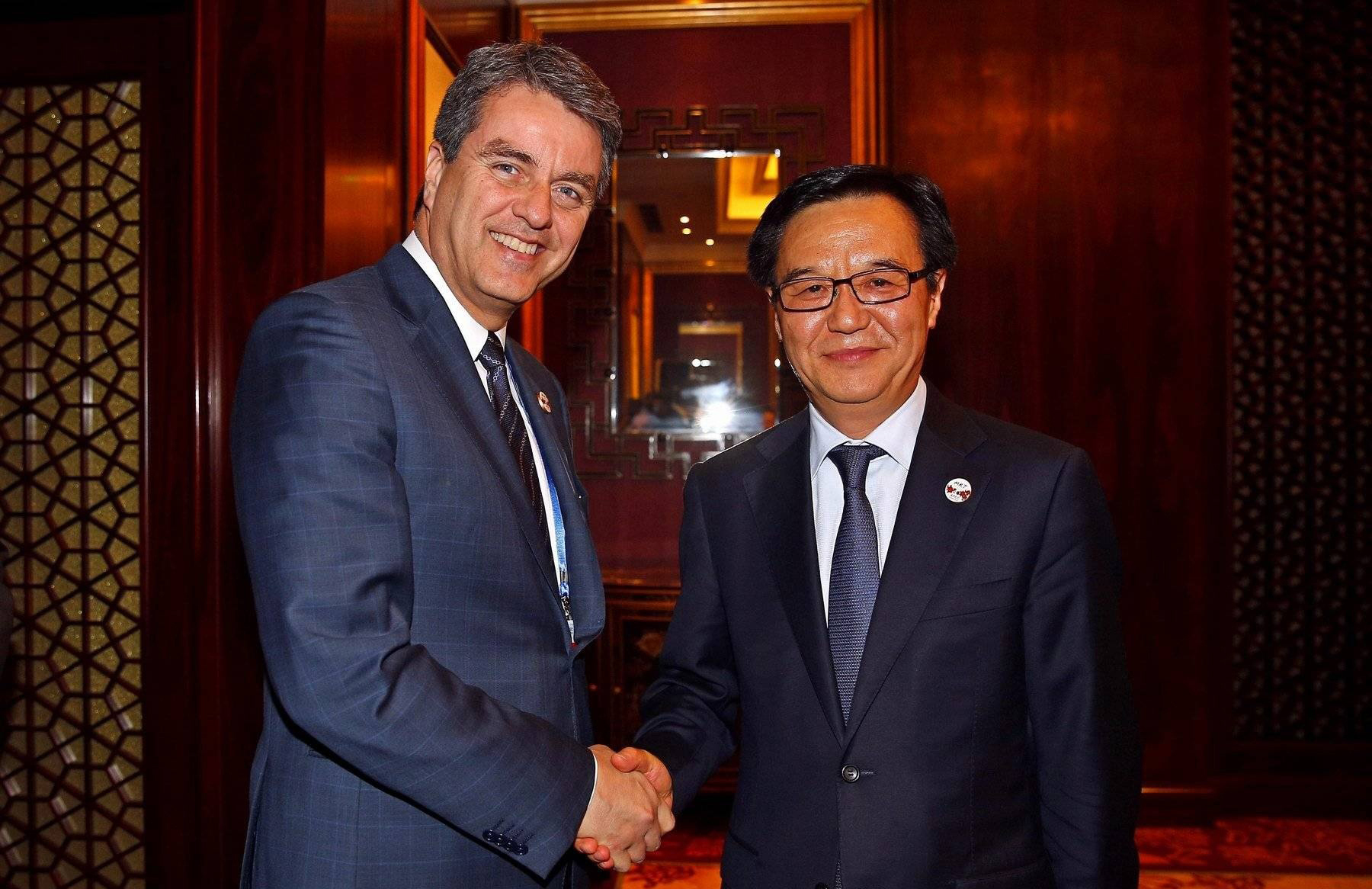
Roberto Azevêdo, directeur général de l'OMC, rencontre le ministre chinois du Commerce Gao Hucheng à Qingdao (2014).

Le succès de la Chine est également dû à la « stratégie de croissance tirée par les exportations » qui a été utilisée avec succès par les « Quatre dragons asiatiques », à commencer par le Japon dans les années 60 et 70 et d'autres « Nouveaux pays industrialisés ». En 2001, la Chine a rejoint l'Organisation mondiale du commerce (OMC). En 2006, plus de 400 des sociétés du « Fortune 500 » étaient entrées sur le marché chinois, alors qu’un nombre considérable de sociétés chinoises avaient ouvert leurs marchés en dehors de la Chine.
Les aides étrangères à la Chine, notamment celles de Hong Kong, Macao et Taïwan, ont également joué un rôle important,,. Depuis le début de son ouverture, la Chine a reçu une aide importante de la part des principaux pays développés tels que les États-Unis, le Japon, l'Allemagne, la France et le Royaume-Uni,. Par exemple, grâce à son aide publique au développement (APD), le Japon avait offert à la Chine diverses formes d'aide d'une valeur de 3,65 billions de yens d'ici 2018,. En revanche, l'aide des États-Unis a atteint un total de 556 millions de dollars américains d'ici 2012,.

### Élément manquant: concrétisation effective
En lisant la littérature académique sur la croissance et le développement, on pourrait être amené à penser que les pays en voie de développement pourraient atteindre une croissance forte et durable, s'ils pouvaient mettre en œuvre la stabilité politique et la réforme économique à deux voies. Ceci n'est pas toujours le cas. Celles-ci sont les conditions nécessaires, mais pas suffisantes pour une croissance économique durable. L'élément manquant est la volonté politique[Qui ?] et une structure de pouvoir efficace pour livrer des résultats concrets. En effet, la littérature sur la théorie de l'information et la gestion fournit peu d'aperçus généraux sur ces sujets[source insuffisante]. Par conséquent, on est obligé de compter largement sur des études de cas, avec les approches différentes, comme les États-Unis et la Chine.[pas clair]
Selon Alexis de Tocqueville, une structure de pouvoir effective incarne trois éléments essentiels :
1. La prise de décision centrale ;
2. Une application décentralisée ;
3. Et la responsabilité personnelle.

Aucun élément n’est plus important que l'autre. Tous les trois sont importants parce que les hiérarchies ont besoin de réseaux, et vice versa. Les hiérarchies sans réseaux sont impuissants, tandis que les réseaux sans hiérarchies conduisent à des discussions sans fin.
L'application généralisée de la réforme est basée sur l'expérimentation locale très répandue ; un système unique appelé « procéder à partir du point à la surface » (daomian Youdian). Le défi ici consiste à appliquer des décisions centralisées prise par le Politburo, tout en l'adaptant aux conditions sur le terrain. Un cadre à chaque niveau du gouvernement est responsable de la mise en œuvre effective. Ainsi, les cadres locaux exercent une énorme puissance opérationnelle ; ils contrôlent l'accès aux rentes lucratives pour exploiter le travail bon marché, les restrictions à la concurrence locale et l'accès aux terres limités et du crédit.[réf. nécessaire]
Alors, la structure du pouvoir chinoise est construit sur de fortes incitations locales pour la coopération entreprise-parti, or aussi sur l'expérimentation, parce que la promotion d'un cadre est basé sur la réalisation des objectifs fixés dans une structure hiérarchique du PCC. Cependant, ce système présente plusieurs difficultés importantes, comme il incite souvent la croissance à tout prix, y compris les énormes effets toxiques sur l'environnement et la sécurité du travail. Une révision de cette structure d'incitation est lentement mis en place pour inclure des objectifs sociaux plus larges, mais reste l'un des principaux défis du président Xi Jinping.

#### Gestion de l'incertitude et de la complexité
La nouvelle économie institutionnelle se concentre également sur la façon dont les organisations à transformer les "règles du jeu" dans la gouvernance efficace. Un nouveau modèle est en train d'émerger qui voit les organisations comme les systèmes adaptatifs, dans lequel les relations et la communication sont aussi, ou même plus importantes que les processus et les structures institutionnelles. Selon cette vision, les organisations sont confrontées à deux défis : comment gérer la croissance exponentielle de la complexité d'information dans les économies et les sociétés de plus en plus interdépendants, et comment adapter à l'imprévisible. La bonne information est essentielle, car elle permet un aperçu synthétique des forces, faiblesses et de la capacité à réagir. Les systèmes de gestion de l'information se répartissent en quatre classes d'organisation de base : 
1. Relations simples, statiques ;
2. Relations linéaires, de commandement et de contrôle vertical ;
3. Relations chaotiques ;
4. Systèmes, adaptatifs, créatifs (SACs) non linéaires dont la complexité augmente de manière exponentielle avec la taille.

Les SACs comprennent ordre et le désordre; saillant à des phénomènes tels que la météo, les systèmes économiques et de l'évolution d'organismes. Un SAC en équilibre est mort. Tous les systèmes d'information utilisent les mêmes composants, mais les réorganiser selon une logique différente. Le chaos n'est pas un système mais signale les limites des systèmes et la nécessité de trouver un nouveau paradigme. L'ordre ne peut pas changer le chaos; cela nécessite l'adaptabilité créative à réorganiser les relations entre les composants pour fournir des synergies plutôt que le conflit.
Les réformes de Deng ont encouragé et maintenu les synergies grâce à un SAC (par exemple, un système de transport public, avec la technologie à puce),. Ces réformes ont « absorbé la complexité » grâce à des corrections de rétroaction négative par une multitude de petits changements, plutôt que de réduire la complexité grâce à des règles simplistes. En fait, le retard économique de la Chine a commencé avec des entreprises familiales ou clans, les droits de propriété vague, un état omniprésent, et un manque d'information codifiée. Alors, l'absorption de la complexité était nécessaire pour survivre. Pourtant, une évolution vers un « capitalisme de réseau » est en cours ; c'est-à-dire un réseau horizontal des alliances informelles, intégrées dans les chaînes d'approvisionnement nationales et mondiale, basés dans ses enclaves côtières en plein essor actuellement. Ces réseaux sont aussi une adaptation créative à la complexité de mondialisation. Enfin, ces relations complexes posent beaucoup de problèmes pour les entreprises occidentales (par exemple en préparant les contrats à long terme qui sont clairs et simples) dont l'approche codifiée, pour réduire la complexité des règles simples, interprète mal les valeurs complexes et multiples chinoises.

### Problèmes de développement et critiques
La pollution, la corruption, la bulle immobilière et la crise démographique comptent parmi les problèmes de développement les plus graves,. Aujourd'hui les plus grands défis face au dictateur Xi Jinping sont la corruption rampante, une explosion d'inégalités, et la pollution qui a atteint des proportions qui menacent la vie,. Ainsi, elle doit réorienter son paradigme de croissance basé sur les investissements et les exportations vers un modèle de croissance qui favorise la consommation intérieure et un environnement propre.

#### Problèmes environnementaux

Émissions mondiales de par pays (2015).

Le développement économique spectaculaire de la Chine au cours des dernières décennies a eu un coût environnemental. Les changements généralisés d'utilisation des terres et les volumes croissants d'eaux usées non traitées provenant des ménages et de l'industrie ont entraîné une grave pollution de l'environnement aquatique. En outre, la Chine est le plus grand émetteur de CO2 au monde. La population aérienne telle que la « brume sèche » est grave dans de nombreuses grandes villes, et les tempêtes de poussière frappent souvent les villes du nord, y compris Pékin,.

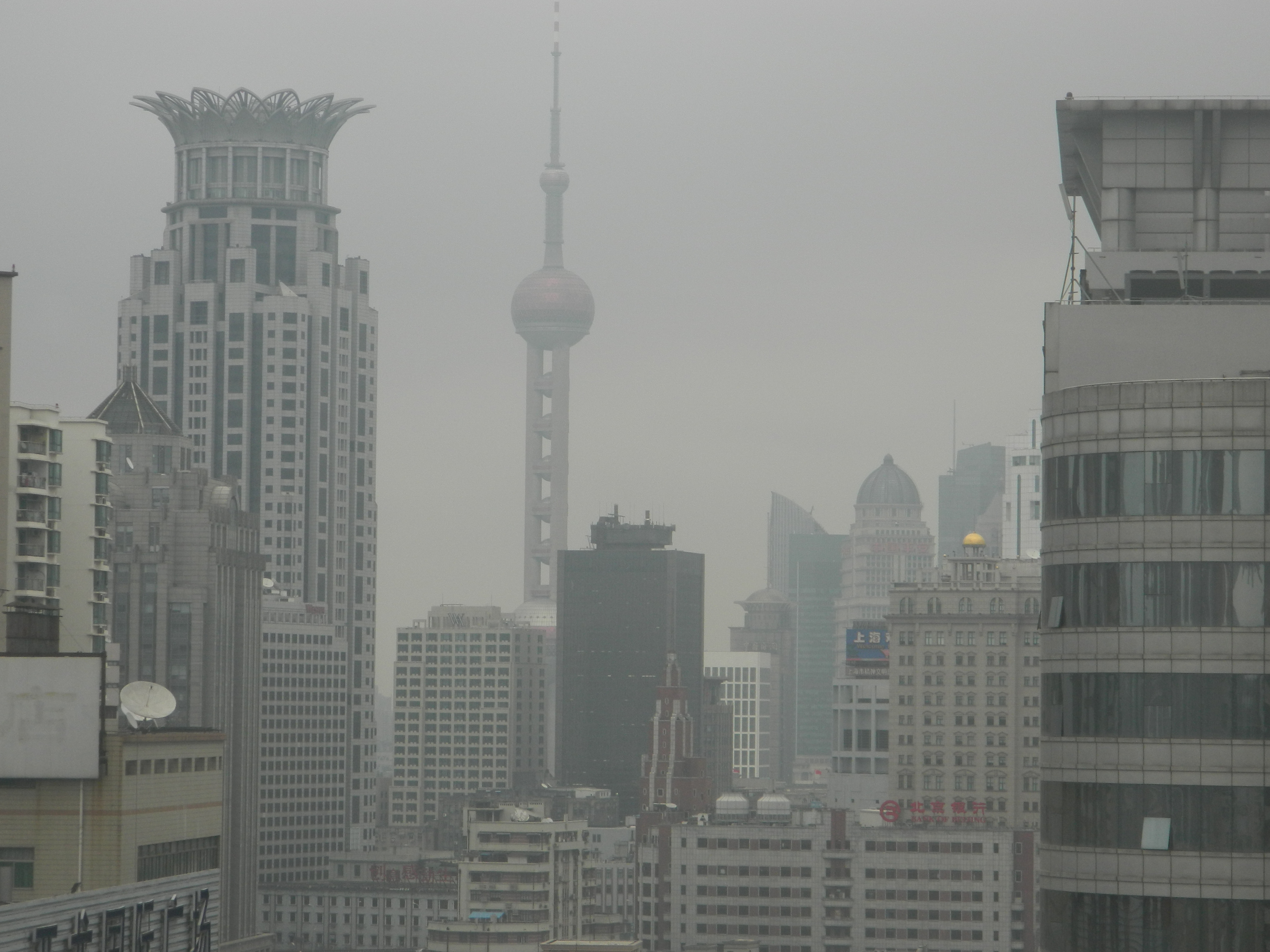
La pollution de l'air est devenue un problème sérieux dans les grandes villes de Chine (la photo montre une épaisse brume sèche à Shanghai).

Depuis 2014, le gouvernement central exige que 15 000 usines, y compris des grandes entreprises publiques, rapportent publiquement des chiffres en temps réel sur leurs émissions de polluants dans l'air et dans l'eau. Le gouvernement dépensera 275 milliards $ au cours des cinq prochaines années pour nettoyer l'air. La loi de protection de l'environnement impose des punitions plus strictes contre des entreprises polluantes et des individus,.

#### Problèmes économiques

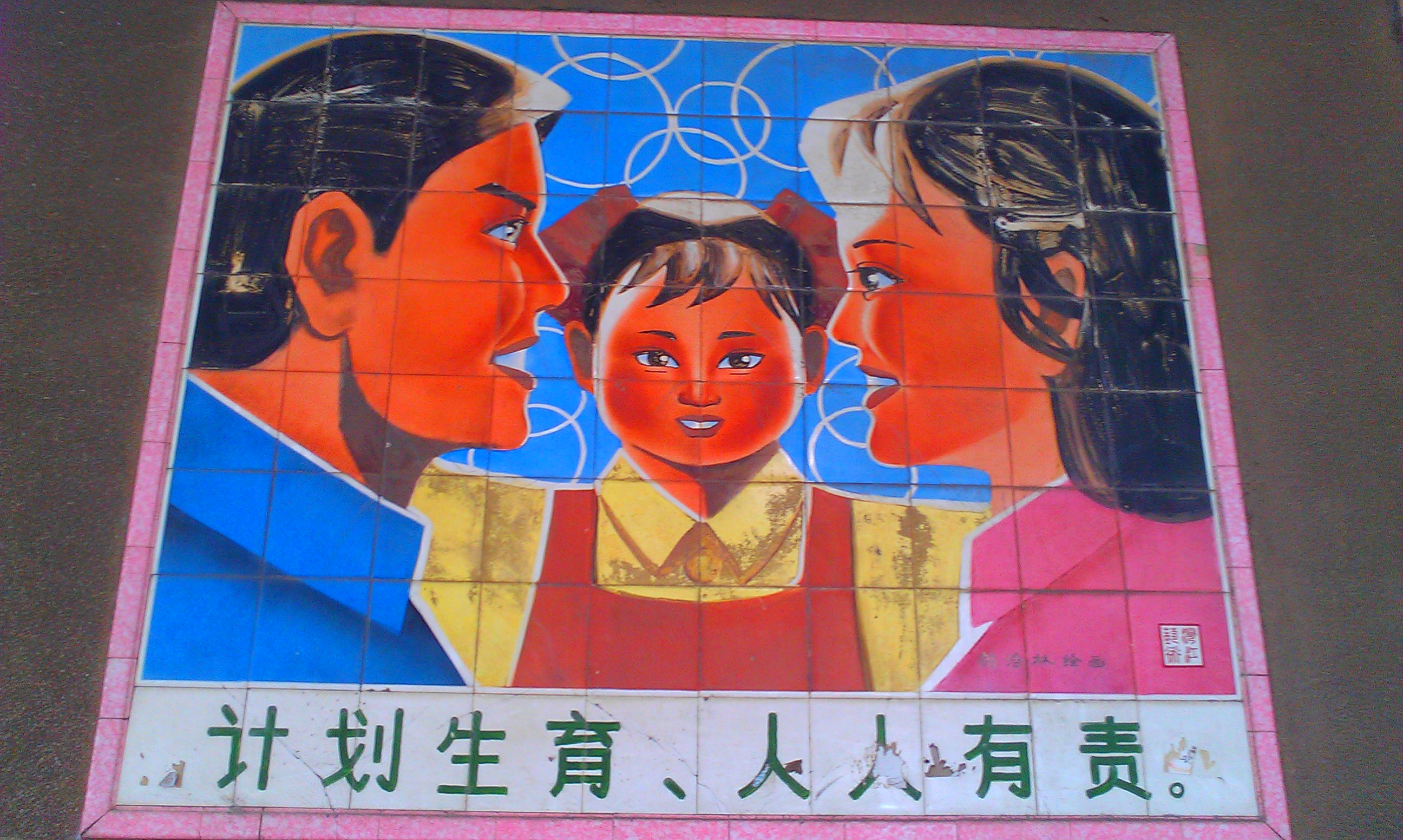
Une peinture de propagande de la « politique de l'enfant unique » de la Chine, qui a été lancée pendant la première phase des réformes économiques chinoises. Depuis les années 2010, le faible taux de natalité et la crise démographique menacent le développement économique futur.

Bien que les buts spécifiques de la Chine ont changé, ses décideurs ont adhéré à l'approche d’expérimentale qui a servi le pays si bien jusqu'à présent. En effet, c'était la combinaison d'éducation de base large, l'ouverture à la science et l'innovation qui a alimenté sa croissance rapide dans le passé. La grande question est de savoir s'ils prouveront également capable en traitant les défis de l'avenir. Cela se traduit par sa crise démographique. Depuis la fin des années 1970, Deng Xiaoping et d'autres hauts dirigeants, dont Chen Yun et Li Xiannian, ont soutenu la « politique de l'enfant unique » afin de faire face à la « crise de surpopulation »,. Mais les données des recensements de 2010 et 2020 ont montré que le taux de croissance de la population était resté très faible, et en raison de la pression financière et d'autres facteurs, de nombreux jeunes couples choisissent de retarder ou même d'abandonner le projet d'élever un deuxième enfant même si les Chinois le gouvernement a largement assoupli la politique de l'enfant unique à la fin de 2015,,. La crise démographique et le vieillissement de la population menacent le développement économique futur,.
D'un autre côté, il a été rapporté au fil des ans que les chiffres du PIB et d'autres données économiques du gouvernement chinois pourraient être gonflés ou manipulés autrement,,. Les fonctionnaires du gouvernement central ont admis que les statistiques économiques locales sont parfois falsifiées afin d'atteindre les objectifs de croissance économique pour la promotion personnelle des fonctionnaires locaux, par exemple,.

#### Problèmes socio-politiques

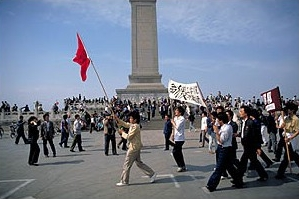
Les manifestations de la place Tian'anmen en 1989, qui se sont terminées par un massacre dirigé par l'armée.

Dans les années 1980, les réformes économiques de la Chine se sont heurtées à de sérieux obstacles de l'ancien système politique,,. La corruption, les inégalités économiques et d'autres problèmes socio-politiques sont également apparus. En 1986, Deng Xiaoping lance une nouvelle vague de réformes politiques et confie la tâche à Zhao Ziyang, alors Premier ministre,. Cependant, les réformes politiques ont échoué et ont pris fin en raison de la répression militaire de la manifestation de la place Tian'anmen en 1989,.
Depuis 2014, des initiatives majeures ont été lancées pour consolider des finances d'administration locale et sa dette, des droits de propriété de terres agricoles (sources chroniques de corruption) et un engagement plus vigoureux à négocier des accords de libre-échange régionaux. Or, c'est une question ouverte de savoir si un état de parti unique peut traiter efficacement ces contradictions fondamentales. En fait, la première exigence[Qui ?] d'un « État de droit » est un pouvoir judiciaire indépendant et impartial, qui protège la liberté d'expression et le respect des droits de l'homme.[réf. nécessaire]